# برايان درولت
برايان درولت (بالإنجليزية: Brian Drolet)‏ هو كاتب سيناريو ومنتج أفلام وممثل أمريكي، ولد في 2 يوليو 1980 في كوينز في الولايات المتحدة.

## وصلات خارجية
- برايان درولت على موقع IMDb (الإنجليزية)
- برايان درولت على موقع ألو سيني (الفرنسية)
- برايان درولت على موقع أول موفي (الإنجليزية)
- برايان درولت على موقع قاعدة بيانات الفيلم (الإنجليزية)
- برايان درولت على موقع كينوبويسك (الروسية)